# Grotte de Tabon
La grotte de Tabon est un ensemble de 215 grottes situé dans une formation calcaire de l'île de Palawan, aux Philippines, connu pour les fossiles humains qui y ont été découverts, dont le plus ancien date de 47 000 ans avant le présent. La valeur naturelle et scientifique du site est reconnue internationalement ; Palawan est classée depuis 1991 au programme de l’UNESCO Man and the Biosphere, et le complexe de la grotte de Tabon et l'ensemble de Lipuun a été ajouté à la Liste indicative du patrimoine mondial de l'UNESCO en 2006. Ce complexe porte le nom de l'une de ses grottes principales. 29 grottes ont fait l'objet de fouilles ; 7 sont ouvertes au public, parmi lesquelles Tabon, Diwata, Igang et Liyang.
« Tabon » est le nom du mégapode des Philippines, appelé en anglais « Tabon scrubfowl », un oiseau qui creuse son nid dans le sol.
Le complexe est géré par le Musée national des Philippines ; il a été déclaré trésor culturel national par cette institution en février 2011,,.

## Situation géographique
Pendant les périodes glaciaires, l'île de Palawan formait un pont terrestre, emprunté notamment par l'homme, entre l'île de Bornéo (territoire partagé aujourd'hui entre la Malaisie, l'Indonésie, Brunei) et le centre et le nord des Philippines. Palawan fait partie géologiquement de Bornéo ; sa flore et sa faune sont plus liées à celles de cette île qu'à celles du reste des Philippines. Palawan, « trait d’union entre les archipels philippin et indonésien », se situe de ce fait «au cœur des problématiques sur les migrations humaines en Asie du Sud-Est insulaire».
Au Pléistocène, période à laquelle appartiennent les plus vieux fossiles de la grotte de Tabon, le niveau de la mer était plus bas qu'à l'époque actuelle, des terres aujourd'hui sous la surface de l'eau étaient alors émergées. La grotte de Tabon se trouvait à 30 km de la côte. Actuellement elle donne sur un lagon.
L'ensemble des grottes, situé sur un promontoire calcaire, fait partie de la réserve de Lipuun Point, un complexe karstique protégé par le gouvernement des Philippines pour prévenir la déforestation du site et préserver les artefacts culturels qui y sont présents. Les formations calcaires de la réserve sont du Miocène moyen.
Les grottes sont au nord de la municipalité de Quezon, dans la partie sud-ouest de la province de Palawan. Le massif calcaire est bordé par la mer des Philippines à l'ouest au nord et à l'est, par la ville de Quezon proprement dite au sud, par Panitian (en) à l'ouest.

## Restes humains

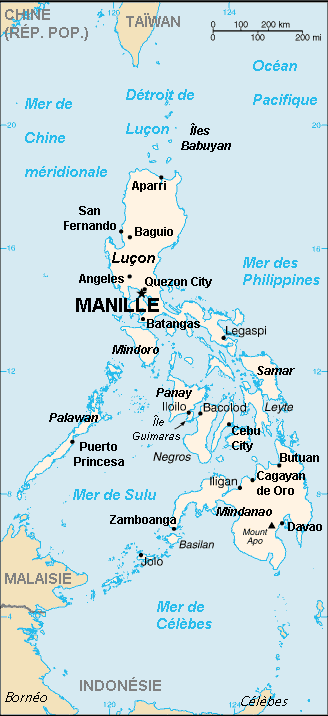
Palawan et les pays voisins.

Les grottes ont fait l'objet de fouilles systématiques entre 1962 et 1966 par Robert B. Fox et une équipe du Musée national des Philippines. Leur importance tient notamment au fait qu'elles sont un des rares sites d'Asie du Sud-Est à avoir livré des fossiles d' Homo sapiens du Pléistocène. L'occupation y est continue entre 50 000 ans et 9000 ans avant le présent. Les restes d' Homo sapiens les plus notables sont les suivants :
- une diaphyse de tibia droit datant de 47 000 +/- 11-10000 ans (série IV-2000-T-97)[11],[2], découverte par Robert Fox en 1962[7].
- une mandibule droite datant d'il y a 31 000 + -8-7 000 ans (série PXIII-T-436)[4]
- l'os frontal d'un crâne féminin datant d'il y a 16 500 + - 2 000 ans (anciennement daté de 22 000 à 24 000 avant le présent)[2],[4].

## Artefacts

### Outils lithiques
Les outils découverts dans les grottes s'inscrivent dans une tradition datant de la fin du Pléistocène supérieur (soit vers 11 000 ans avant le présent) et du début des périodes post-Pléistocène. La grotte a peut-être été utilisée comme atelier. La technologie du travail de la pierre présente des ressemblances avec celle observée dans la grotte de Niah sur l'île de Bornéo ; les outils sur éclats sont bien représentés, à la différence des galets aménagés, peu nombreux.

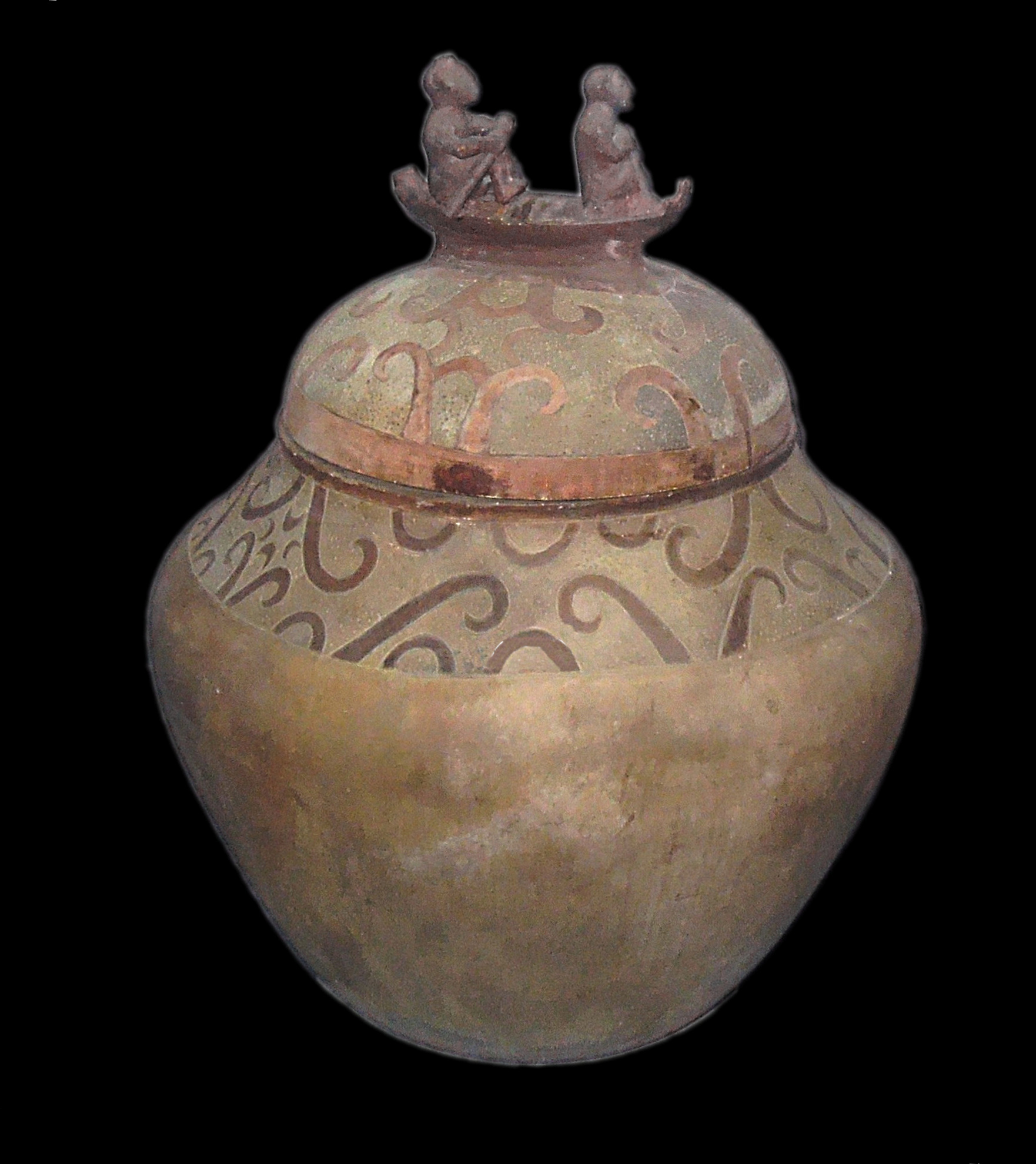
Jarre funéraire Manunggul.

### Mobilier funéraire
Un complexe funéraire est apparu au Néolithique tardif (le Néolithique commence en Chine vers 6000 av. J.-C, soit 8000 ans avant le présent) et s'est maintenu jusqu'à l'âge du fer. Plus de 1 500 jarres funéraires ont été mises au jour ; la jarre de Manunggul, en particulier, est considérée comme un trésor culturel national. Selon une vidéo du Dr Fox, une période d'inhumation en jarre a commencé il y a 3000 ans et a duré jusqu'à il y a 1500 ans. C'est la preuve que la région est devenue dominée par ce que l'on appelle la culture de Sa Huỳnh.
Les Sa Huynh ornaient leurs morts d'agate, de cornaline et de perles de verre d'Inde et d'Iran. Des artefacts de cette nature, parmi lesquels des bracelets en verre, ont été trouvés dans la grotte et sont exposés au musée culturel de Palawan à Puerto Princesa. La plupart des spécialistes s'accordent à penser que le peuple Sa Huynh a migré au Vietnam vers 1000 avant J.-C., et que les Sa Huynh sont les ancêtres de l'actuel peuple Cham, de langue malayo-polynésienne, au Vietnam. Les Cham, dont la culture a commencé à être florissante vers le IIe siècle après J.-C., ont créé un empire connu sous le nom de Royaume de Champā. L'histoire des habitants de la région a pris une nouvelle signification à l'époque moderne en raison du conflit des îles Spratly.

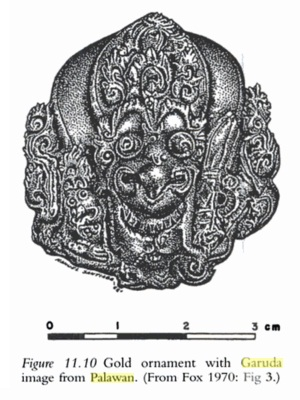
Une image d'un Garuda doré de Palawan trouvé dans la grotte.

### Objets importés
Sous les dynasties Song et Yuan s'est développé un commerce avec la Chine dont témoignent les objets en porcelaine et grès dans les grottes.
Un pendentif ornemental en or porte une image de Garuda, l'oiseau-aigle qui est la montagne de la divinité hindoue Vishnou ; il daterait de la période indonésienne de Majapahit (13e-14e après J.-C.). Des images hindoues sophistiquées et des objets en or dans les grottes de Tabon ont été liés à des images du site archéologique d'Óc Eo dans le district de Thoại Sơn dans le sud de la Province d'An Giang au Vietnam, dans le delta du Mékong. Ces preuves archéologiques suggèrent un commerce actif de nombreux produits spécialisés et d'or entre l'Inde, les Philippines et les régions côtières du Vietnam et de la Chine.
Environ 25 % des sites archéologiques de l'ensemble des grottes ont été fouillés.

## Grotte d'Igang
Igang est l'une des grottes supérieures et l'une des plus longues du complexe. Elle semble avoir été le principal site de sépulture ; la plupart des jarres funéraires ont été trouvées dans ce lieu.

## Grotte de Tabon
Elle prête son nom au complexe dans son ensemble. Dans cette grande grotte, les chercheurs ont trouvé des artefacts indiquant un commerce avec la Chine pendant la dynastie Song et la dynastie Yuan, et conservés aujourd'hui au Musée national des Philippines à Manille.

## Grotte de Manunggul
Un assemblage dans une chambre de la grotte daté par le radiocarbone de 200 av. J.-C. comprend des bracelets en fer et en verre, des perles en verre, en cornaline et en agate.
En 2015, l'Université Holy Trinity de Puerto Princesa, Palawan a été choisie pour y édifier un Collège d'études sur l'Ancien Homme de Palawan (ou de «Tabonologie»).

## Galerie

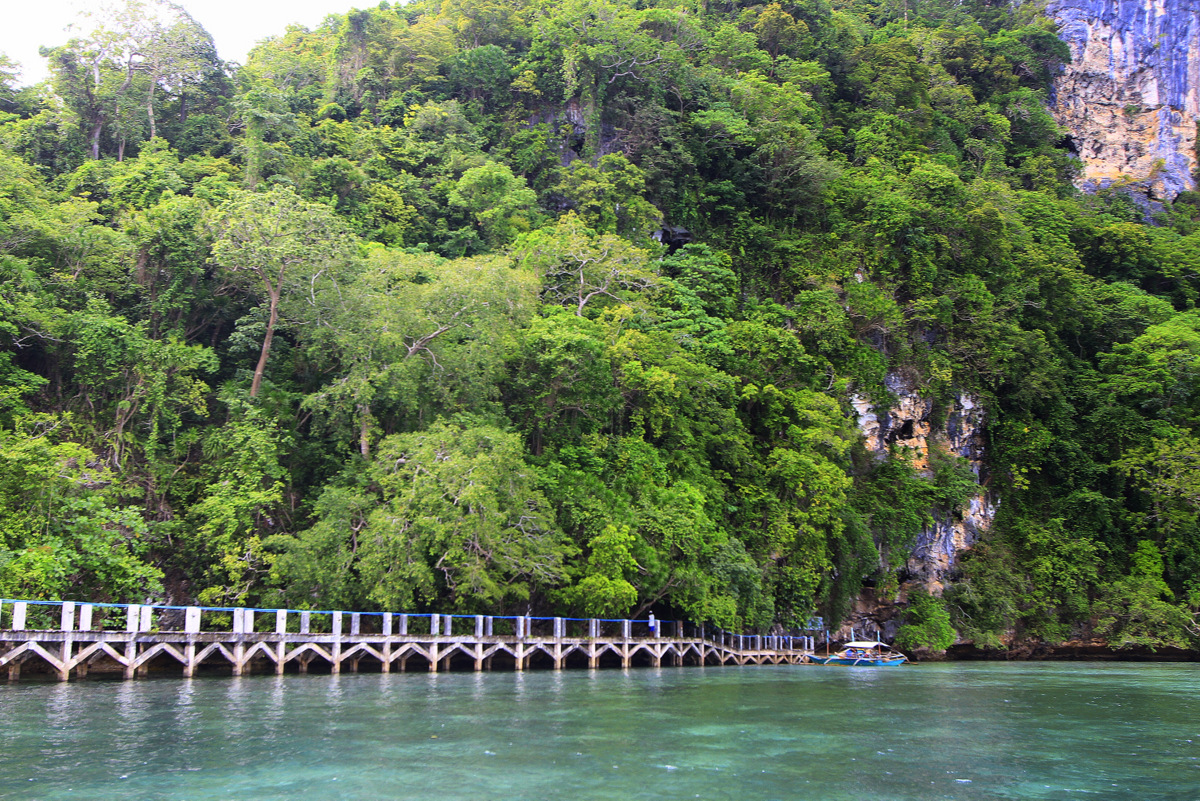
Station d'accueil et entrée du complexe.
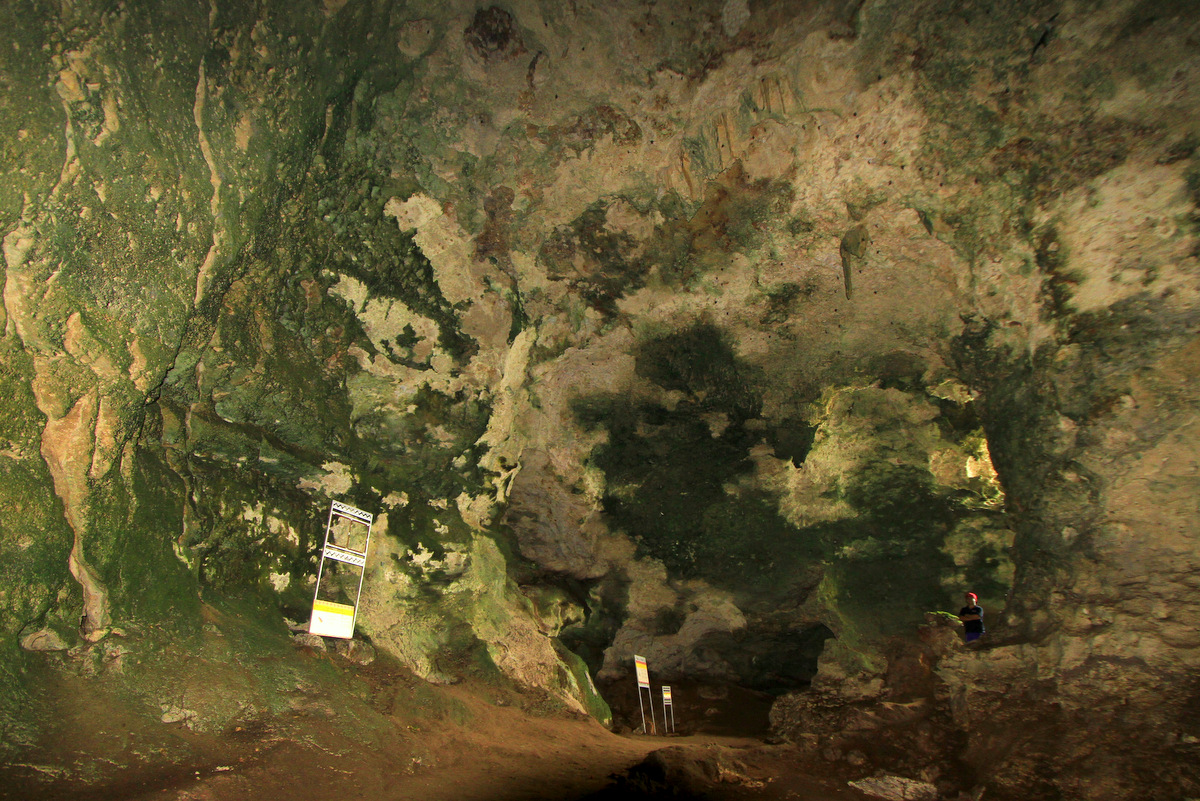
L'une des chambres du site.
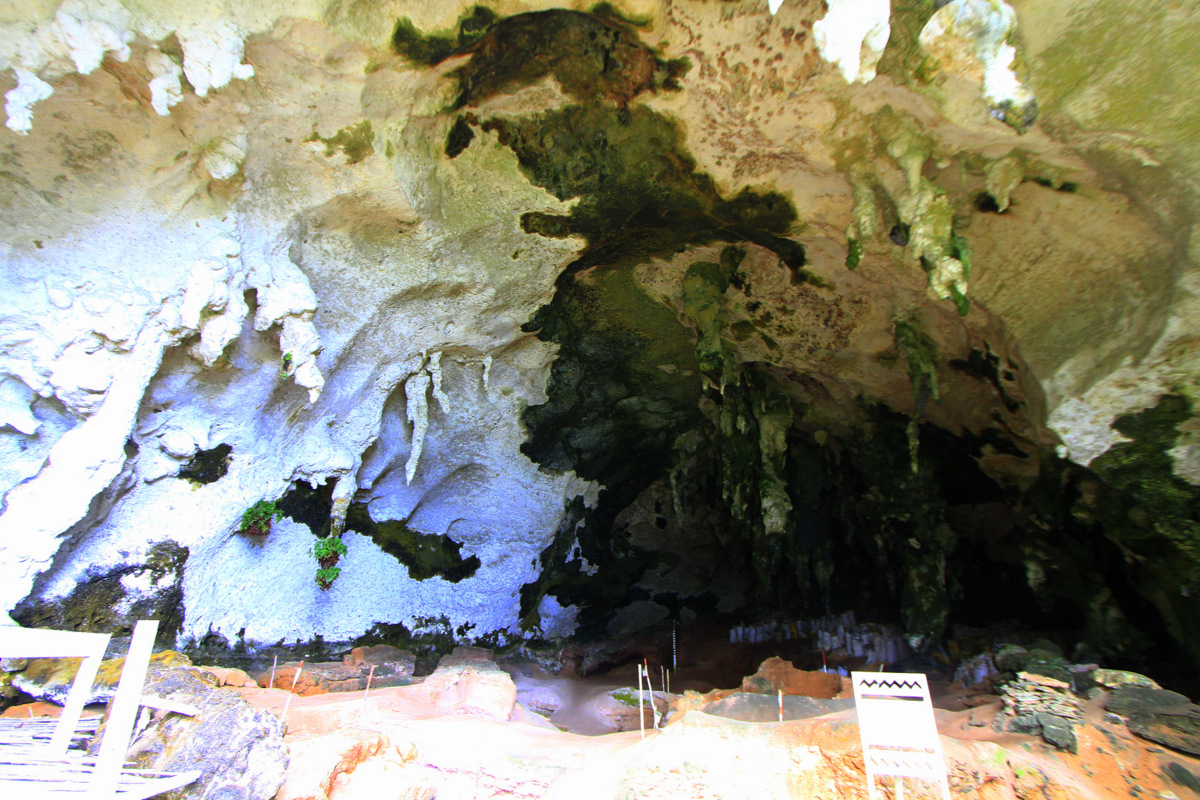
Travaux de réhabilitation de la grotte de Tabon.
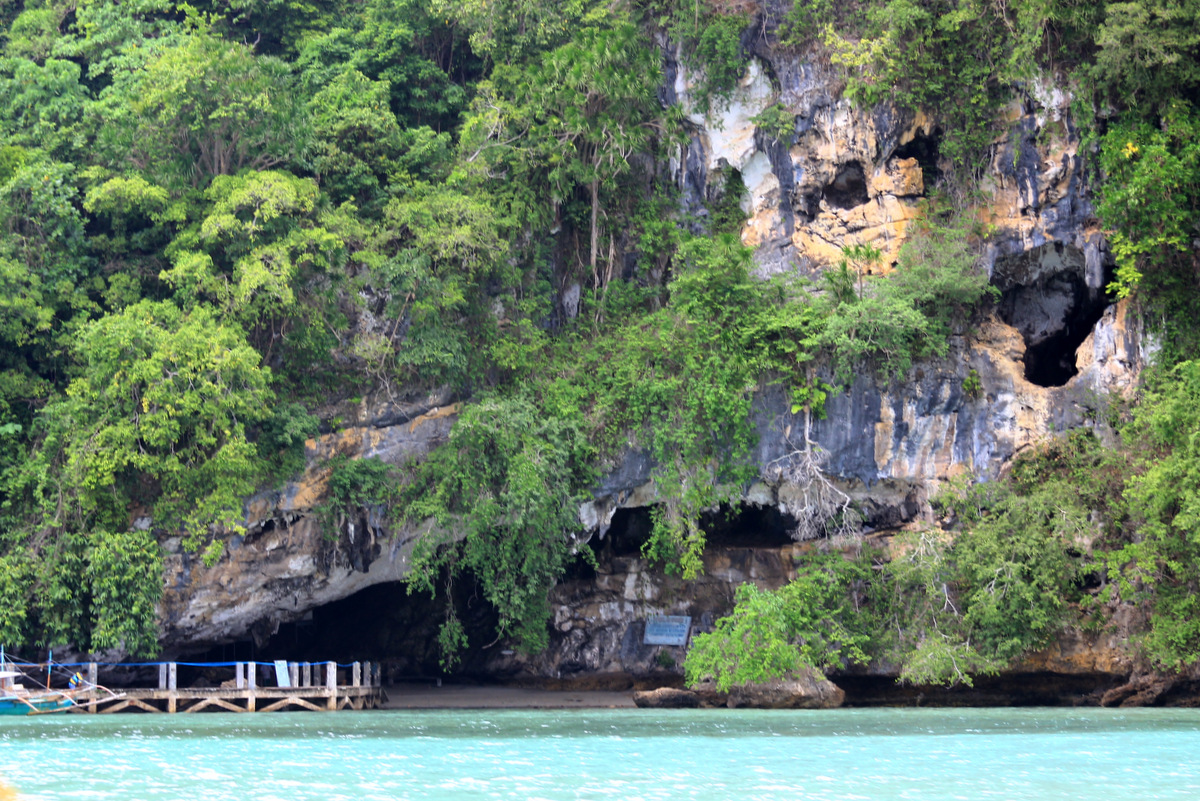
Vue du site à Lipuun Point, Quezon, Palawan.